# Tillmannsdorfer Sattel

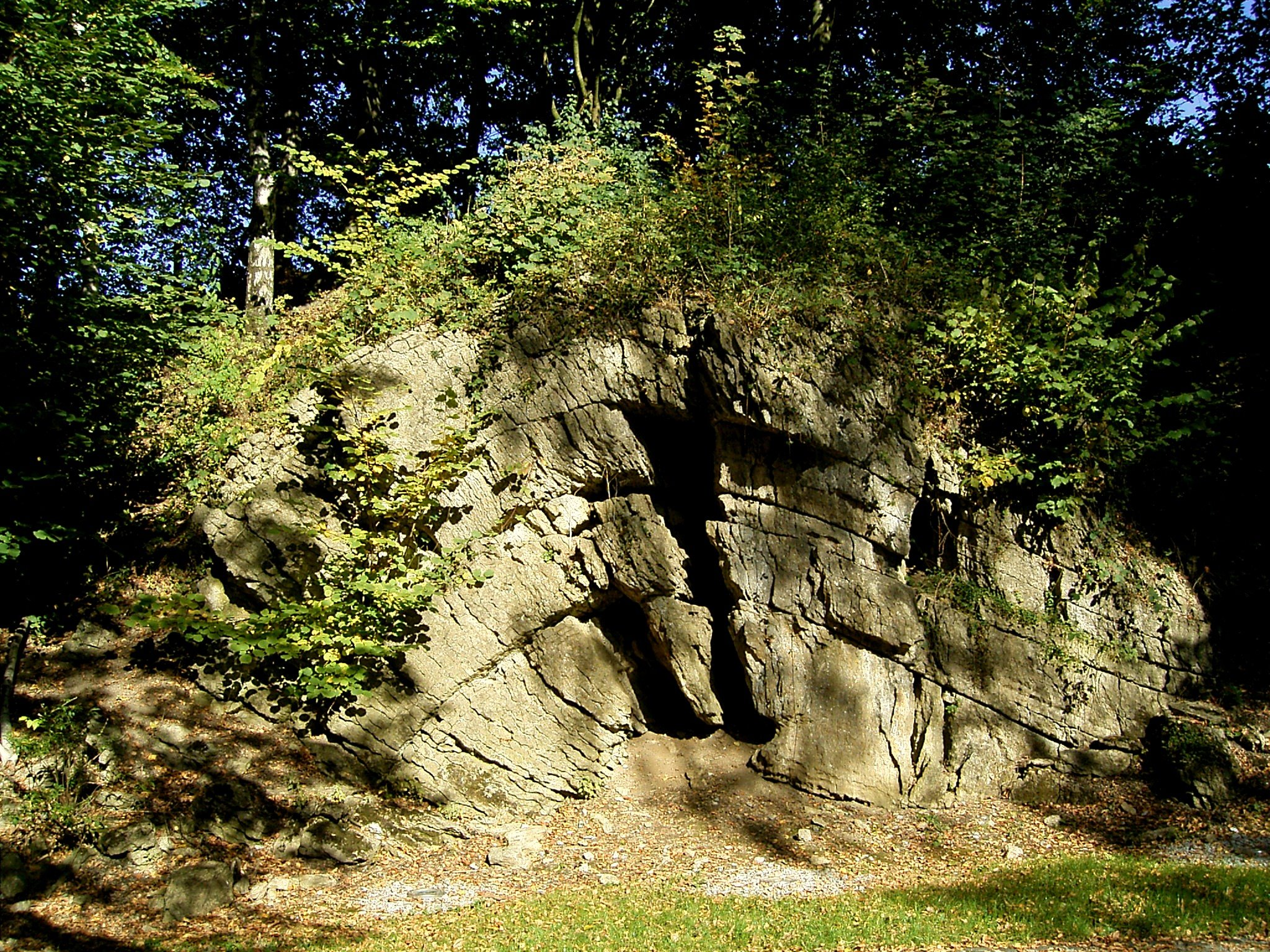
Tillmannsdorfer Sattel

Der Tillmannsdorfer Sattel, auch Tillmannsdorfer Falte, ist ein als Naturdenkmal geschützter und in die Wülfrather Bodendenkmalliste eingetragener geologischer Aufschluss im Wülfrather Ortsteil Tillmannsdorf südlich des Dorfs Düssel an der Stadtgrenze zu Wuppertal. Der Wanderweg Eulenkopfweg führt am Aufschluss vorbei.

## Geologie
Der Tillmannsdorfer Sattel bildet eine Falte 3. Ordnung (kleinräumige Falte im Meterbereich) mit einer Wellenlänge von etwa 15 Metern. Die Höhe des Sattels beträgt etwa 4 m über dem Erdboden.
Im Devon war die Gegend nördlich von Wuppertal von einem Flachmeer mit Riff bedeckt. Im späteren Karbon lagerte sich dort Kalkspat von kalkschaligen Tieren zusammen mit dem Kalk von sich in Kältezeiten auflösenden Riffkorallen in mehreren Schichten aus Kohlenkalk auf den Meeresgrund ab.
Durch die variskische Gebirgsbildung vor ca. 300 Mio. Jahren faltete sich dieser Untergrund in Wellen auf und bildete so Sättel und Buckel von geschichtetem Gestein. Die Verwitterung ebnete die meisten Sättel wieder ein, an manchen Stellen wie an dem Tillmannsdorfer Sattel blieb diese Faltung bis in die heutige Zeit erhalten.